# Zwartkopbuidelmees
De zwartkopbuidelmees (Remiz macronyx) is een zangvogel uit de familie van de buidelmezen (Remizidae).

## Verspreiding en leefgebied
Deze soort komt voor in Centraal-Azië en telt vijf ondersoorten:
- R. m. macronyx: zuidwestelijk Kazachstan, Oezbekistan, noordelijk en zuidoostelijk Turkmenistan, Tadzjikistan en noordoostelijk Afghanistan.
- R. m. neglectus: noordelijk Iran en zuidelijk Turkmenistan.
- R. m. altaicus: zuidoostelijk Azerbeidzjan en noordwestelijk Iran.
- R. m. nigricans: zuidoostelijk Iran en zuidwestelijk Afghanistan.
- R. m. ssaposhnikowi: zuidoostelijk Kazachstan.